# منتخب الفلبين لكرة القدم للسيدات
منتخب الفلبين الوطني لكرة القدم للسيدات هو ممثل الفلبين الرسمي في المنافسات الدولية في كرة القدم في فئة كرة القدم النسائية.